# مارجريت آي كومو
مارجريت آي كومو (مواليد 29 مارس 1955) هي أخصائية أشعة أمريكية ومؤلفة مختصة بالقضايا الصحية لا سيما تلك المتعلقة بالوقاية من السرطان. هي الابنة الكبرى لحاكم نيويورك السابق ماريو كومو وماتيلدا كومو، وشقيقة حاكم نيويورك السابق أندرو كومو والصحفي كريس كومو. تقيم في نيويورك.

## النشأة والتعليم
ولدت كومو في مدينة نيويورك لأبوين حاكم نيويورك السابق ماريو كومو والسيدة الأولى السابقة لنيويورك ماتيلدا كومو. نشأت في ألباني وهوليسوود، كوينز، نيويورك مع أشقائها الأربعة، أندرو، ماريا، مادلين، وكريس.
التحقت بالمدرسة الثانوية في جامايكا إستيتس وتخرجت من أكاديمية ماري لويس في فصل 1973. تخرجت من جامعة سانت جون وحصلت على درجة الدكتوراه في الطب من مركز جامعة ولاية نيويورك داونستيت الطبي في بروكلين ، نيويورك في عام 1981.

## الحياة المهنية
كومو هي اختصاصية أشعة حاصل على شهادة البورد ومارست عملها في مستشفى جامعة نورث شور في مانهاست، نيويورك. تخصصت في تصوير الجسم، بما في ذلك التصوير المقطعي المحوسب، والموجات فوق الصوتية، والتصوير بالرنين المغناطيسي، والإجراءات التدخلية، وخصصت الكثير من ممارستها لتشخيص السرطان والإيدز.
ألقت كومو خطاب الافتتاح في كلية داولينج في 18 مايو 2013، حيث حصلت أيضًا على درجة دكتوراه فخرية في العلوم.

## التأليفات
صدر كتاب كومو «عالم بلا سرطان: صنع عالم جديد والوعد الحقيقي للوقاية» في أكتوبر 2012 من قبل رودال.
تساهم كومو في منشورات مدونة تركز على الوقاية من السرطان، والتأثير الاقتصادي للسرطان، والحاجة إلى الإصلاح. كما أنها تساهم في WebMD. حصلت كومو على درجة Muckety 

## العمل البري
بالإضافة إلى عملها المتعلق بالوقاية من السرطان دعمت كومو مبادرات متعددة لدعم تعليم اللغة الإيطالية في الولايات المتحدة.

## الأوسمة
كومو حاصلة على تكريم من جمعية المعلمين الإيطاليين الأمريكيين (2003، 2005) والمنظمة الوطنية للمرأة الأمريكية الإيطالية (2004). في عام 2011 مُنحت كومو "Commendatore dell'Ordine della Stella della Solidarietà Italiana"، و «وسام نجمة التضامن الإيطالي» من جورجيو نابوليتانو رئيس إيطاليا.

## العضويات
كومو عضوة في مجلس المراجعة الطبية في هافينغتون بوست.  وهي أيضًا عضوة في المجلس الاستشاري لجامعة برينستون الفرنسية والإيطالية. في عام 2007 تم إدراجها كعضو في المجلس الاستشاري الوطني لقرى كونكورديا اللغوية. كانت كومو عضوًا في مجلس إدارة LessCancer.org 2013-2016.

## الحياة الشخصية
تزوجت كومو من بيتر بيربينيانو في 10 أكتوبر 1982. انفصلا فيما بعد ولديهما ابنة واحدة هي كريستينا كومو بيربينيانو.
في 20 فبراير 1994 تزوجت كومو من هوارد سايمون ماير. لديهما ابنة واحدة هي ماريانا كومو ماير.